# Frankford (Delaware)
Frankford é uma vila localizada no estado americano de Delaware, no condado de Sussex.

## Geografia
De acordo com o United States Census Bureau, a vila tem uma área de 1,9 km², onde todos os 1,9 km² estão cobertos por terra.

### Localidades na vizinhança
O diagrama seguinte representa as localidades num raio de 16 km ao redor de Frankford.

## Demografia
Segundo o censo nacional de 2010, a sua população é de 847 habitantes e sua densidade populacional é de 448 hab/km². Possui 281 residências, que resulta em uma densidade de 148,6 residências/km².